# Prowincja św. Wacława w Czechach
Prowincja św. Wacława w Czechach (czes. Provincie sv. Václava bratří františkánů v České Republice) − prowincja Zakonu Braci Mniejszych, należąca do Konferencji Północnosłowiańskiej, z siedzibą kurii prowincjalnej w Pradze.
Patronem prowincji jest św. Wacław.

## Historia
Jej geneza sięga 1452 r., w którym powstał wikariat obserwancki, obejmujący Austrię, Czechy, Morawy, Śląsk i Polskę. Do jego powstania w znacznym stopniu przyczyniła się działalność św. Jana Kapistrana. Od 1451 istniał klasztor w Brnie pod wezwaniem św. Bernardyna ze Sieny. Kolejne domy powstawały w: Ołomuńcu (1453), Opawie (1453), Jemnicach (1455), Pilźnie (1460), Pradze (1460), Tachovie (1465), Znojmo (1470) i Kadaňu (1473). W 1496 r. po usamodzielnieniu się prowincji austriackiej i polskiej obejmowała już tylko Czechy, Morawy i Śląsk. Od 1517 r. podniesiona do rangi prowincji. W 1525 r. prowincja została podzielona na trzy kustodie: czeską, morawską i śląską. W 1660 r. przekształciła się w prowincję reformacką. Po przejęciu Śląska przez Prusy, za porozumieniem Fryderyka II i biskupa wrocławskiego Schaffgotscha w 1755 r. kustodię śląską odłączono, przekształcając ją w prowincję św. Jadwigi. W 1950 r. komunistyczne władze Czech zlikwidowały prowincję, przejmując jej klasztory i więżąc wszystkich zakonników. Prowincja odrodziła się na nowo w 1989.

## Klasztory
Prowincja posiada 7 domów zakonnych:
- Praga (przy Kościele Matki Bożej Śnieżnej)
- Brno
- Pilzno
- Liberec
- Uherské Hradiště
- Moravská Třebová
- Hájek